# Alberto Gelly Cantilo
Alberto Gelly Cantilo (Buenos Aires, 1887 - Buenos Aires, 1 de enero de 1942) fue un arquitecto argentino que realizó sus mayores obras en las décadas de 1920 y 1930. Es reconocido por las importantes escuelas que proyectó en esa época. Se casó con María Raquel Agustina Lagos Martínez el 2 de septiembre de 1882 y tuvieron tres hijos: Raquel, Alberto y Luisa. Era nieto por vía materna de José María Cantilo.
Ingresó en 1908 como proyectista en la Dirección de Arquitectura del Consejo Nacional de Educación, de la cual fue designado subdirector en 1912, inspector general en 1917 y director en 1926, cargo que desempeñó hasta su muerte. En 1923 comenzó a editar, junto con el escultor Gonzalo Leguizamón Pondal, los cuadernos Viracocha dedicados a motivos ornamentales de culturas americanas autóctonas. En esta primera etapa Gelly se sumó al movimiento de la arquitectura neocolonial que tuvo su auge en la primera mitad de la década del '20.
Muchos de sus trabajos los realizó en sociedad con el arquitecto Alejandro E. Moy, su cuñado. A medida que avanzó la década, Gelly Cantilo y Moy se sumaron a la nueva corriente arquitectónica conocida luego como art déco, impulsada en Argentina por Alejandro Virasoro.
Fue director general de Arquitectura del Consejo Nacional de Educación, cargo en el que se ocupó de la elaboración de muchos edificios, y de la dirección y ejecución de tantos otros (como el de la Escuela Pedro de Mendoza).

## Obras
- Edificio para la Droguería Americana (luego transformado en Estacionamiento). Bartolomé Mitre 2174, Buenos Aires. (año 1918, junto a Moy)
- Escuela "Guillermo Rawson" (remodelación del antiguo edificio del Protomedicato y transformación a estilo neocolonial). Humberto 1º 343, Buenos Aires. (año 1923)
- Residencia de Juan Manuel Nelson. Ayacucho 1337, Buenos Aires. (año 1927, junto a Moy)
- Edificio de viviendas. Av. Pueyrredón 2324, Buenos Aires. (1928/1930, junto a Moy)
- Instituto Stella Maris. Mar del Plata, Provincia de Buenos Aires. (junto a Moy)[6]
- Escuela "Enrique Hudson". Arregui 6480, Buenos Aires. (año 1929)
- Escuela "Joaquín V. González". Av. Pedro Goyena 984, Buenos Aires. (año 1929)
- Escuela "República Oriental del Uruguay". Av. Carabobo 253, Buenos Aires. (año 1930)
- Escuela Primaria Nº 16 "Francisco P. Moreno". Ada María Elflein 450, San Carlos de Bariloche, Río Negro (año 1930)
- Escuela "Francisco Beiró". Bolivia 2569, Buenos Aires. (año 1931)
- Edificio de viviendas. Av. Santa Fe y Av. Coronel Díaz, Buenos Aires. (año 1932, junto a Moy)
- Residencia familiar. Av. Coronel Díaz y Zenteno, Buenos Aires. (año 1932, junto a Moy) (Demolida)
- Edificio de viviendas. Maipú 692, Buenos Aires. (año 1936)
- Escuela,"Emilio Giménez Zapiola", en Floresta, j.v.gonzalez 180.
- Escuela "Sarmiento" N°2 Formosa - Capital (año 1926)